# Ekaterina Aristova
Pour les articles homonymes, voir Aristova.
 (mai 2024).
La mise en forme du texte ne suit pas les recommandations de Wikipédia : il faut le « wikifier ».
Les points d'amélioration suivants sont les cas les plus fréquents :
- Les titres sont pré-formatés par le logiciel. Ils ne sont ni en capitales, ni en gras.
- Le texte ne doit pas être écrit en capitales (les noms de famille non plus), ni en gras, ni en italique, ni en « petit »…
- Le gras n'est utilisé que pour surligner le titre de l'article dans l'introduction, une seule fois.
- L'italique est rarement utilisé : mots en langue étrangère, titres d'œuvres, noms de bateaux, etc.
- Les citations ne sont pas en italique mais en corps de texte normal. Elles sont entourées par des guillemets français : « et ».
- Les listes à puces sont à éviter, des paragraphes rédigés étant largement préférés. Les tableaux sont à réserver à la présentation de données structurées (résultats, etc.).
- Les appels de note de bas de page (petits chiffres en exposant, introduits par l'outil «  Source ») sont à placer entre la fin de phrase et le point final[comme ça].
- Les liens internes (vers d'autres articles de Wikipédia) sont à choisir avec parcimonie. Créez des liens vers des articles approfondissant le sujet. Les termes génériques sans rapport avec le sujet sont à éviter, ainsi que les répétitions de liens vers un même terme.
- Les liens externes sont à placer uniquement dans une section « Liens externes », à la fin de l'article. Ces liens sont à choisir avec parcimonie suivant les règles définies. Si un lien sert de source à l'article, son insertion dans le texte est à faire par les notes de bas de page.
- La présentation des références doit suivre les conventions bibliographiques. Il est recommandé d'utiliser les modèles {{Ouvrage}}, {{Chapitre}}, {{Article}}, {{Lien web}} et/ou {{Bibliographie}}. Le mode d'édition visuel peut mettre en forme automatiquement les références.
- Insérer une infobox (cadre d'informations à droite) n'est pas obligatoire pour parachever la mise en page.

Pour une aide détaillée, merci de consulter Aide:Wikification.
Si vous pensez que ces points ont été résolus, vous pouvez retirer ce bandeau et améliorer la mise en forme d'un autre article.
Ekaterina Aristova est une artiste peintre franco-russe, née le 14 décembre 1986 à Moscou, en Russie. Vit et travaille à Paris, France. Fondatrice du mouvement de l’art inconscient.

## Biographie
Ekaterina Aristova est née à Moscou, en Russie, le 14 décembre 1986. Elle est reconnue comme “peintre de l’âme” et la fondatrice de l’approche de l’art Inconscient, l’abstraction chaotique trouve forme. Aristova a développé une approche unique, créant un dessin abstrait au fusain les yeux bandés, isolant ensuite une forme et une signification reconnaissables du chaos abstrait, trouvant des liens entre l'inconscient interne et les événements et cataclysmes mondiaux,.
Ekaterina Aristova figure parmi les 30 artistes contemporains et d'après-guerre les plus chers au monde selon les résultats de la vente aux enchères chez Christie's à Paris le 30 avril 2024. L'œuvre "Svistoplyaska" (étude en rouge) a été vendue 6 fois plus cher que l’estimation,.

## Carrière
Ekaterina Aristova est arrivée à Paris en 2009 pour poursuivre ses études doctorales en économie entamées à l'Université d'État de Moscou. A Paris, elle rencontre un peintre, Sergueï Toutounov, qui l'inspire et l'encourage à s'essayer en tant qu'artiste. Après une année d'études artistiques sous sa tutelle, travaillant dans son atelier et à ses côtés en plein-air, elle fait une pause et retourne à Moscou où elle rencontre son futur mari et revient avec lui en France un an plus tard. Elle travaille dans la finance depuis deux ans mais en 2014, elle rompt définitivement pour se consacrer entièrement à l'art.
Elle étudie l'histoire de l'art à l'Ecole des Beaux-Arts de Paris en tant qu'étudiante libre et étudie la morphologie du corps humain d’après les modèles vivants dans le célèbre grand atelier historique de l'Académie de la Grande Chaumière à Montparnasse. Elle vit à côté de la Ruche. Elle s’inspire par Modigliani, Serebriakova, Nicolas de Staël, elle admire Cy Twombly.
Durant ses études, elle a également travaillé comme mannequin professionnelle et s'essaye en tant qu'actrice.
Ekaterina Aristova a participé au PFW19 et a travaillé avec de nombreux photographes de mode célèbres. Aristova a joué et dansé dans le clip de "Rock it!" du groupe de musique Ofenbach en 2019.
Elle est également apparue dans le film « The Pink Thief » de Mustafa Ozgun en 2020.
Aristova a réalisé et interprété le personnage principal de son court métrage « Oasis » (2022) dédié à sa série d'œuvres d'art du même nom.
De 2015 à 2020, elle expose à Paris, Rome et Madrid.
Après la pandémie de Covid19 elle présente sa première série abstraite « Manifeste : L'Art inconscient » en décembre 2020 à Paris. La déclaration a été officiellement publiée dans sa première monographie le 14 décembre 2023.
Les œuvres les plus remarquables à ce jour : « La Piscine » (2020), « Le bain du cheval rouge » (2021), « Le soleil blanc » (2021), « L'âme » (2021), « Requiem » (2021), « Pélerin » (2022), « Svistoplyaska » , « Annonciation (Marie et Gabriel) » (2023), « La Montagne Rouge » (2023), série « Paradiso » (2023) interprétée sur « La Divine Comédie » de Dante Alighieri. Toutes les œuvres ont une signification symbolique, spirituelle et philosophique souvent liée à des événements historiques ou actuels.

## Livres (Monographies)
Ekaterina Aristova, « L'Art inconscient : Manifeste de l'âme », 2023, Paris (BNF) - paru et sortie le 14 décembre 2023.